# Bosnisch-herzegowinischer Fußball-Cup 2003/04
Der bosnisch-herzegowinische Fußballpokal 2003/04 (in der Landessprache Kup Bosne i Hercegovine) wurde zum zehnten Mal ausgespielt. Sieger wurde der FK Modriča Maksima, der sich im Finale gegen den FK Borac Banja Luka durchsetzte.
In der 1. Runde und im Finale fand nur ein Spiel statt, im Achtel-, Viertel- und Halbfinale gab es jeweils ein Hin- und Rückspiel. War ein Elfmeterschießen nötig, geschah dies ohne vorherige Verlängerung. Der Sieger nahm an der Qualifikationsrunde im UEFA-Pokal 2004/05 teil.

## Teilnehmende Vereine aus den Landesverbänden
| Föderation Bosnien und Herzegowina (21) | Republika Srpska (11) |
| --- | --- |
| - NK Bosna Kalesija - NK Brotnjo Čitluk - NK Čelik Zenica - NK Drinovci - NK Finvest Drvar - FK Goražde - NK Hajduk Orašje - HNK Orašje - NK Kiseljak - HNK Ljubuški - FK Olimpik Sarajevo - NK Posušje - NK Podgrmeč Sanski Most - NK Široki Brijeg - FK Sarajevo - FK Sloboda Tuzla - NK Travnik - FK Velež Mostar - HNK Zrinjski Mostar - FK Željezničar Sarajevo - NK Limorad Žepče | - FK Borac Banja Luka - FK Jedinstvo Brčko - FK Glasinac Sokolac - FK Kozara Gradiška - FK Mladost Gacko - FK Modriča Maksima - FK Leotar Trebinje - FK Ljubić Prnjavor - FK Sloboda Novi Grad - FK Rudar Ugljevik - FK Slavija Sarajevo |

## 1. Runde
Die Spiele fanden am 17. September 2003 statt.
|                         | Ergebnis        |                         |
| ----------------------- | --------------- | ----------------------- |
| NK Kiseljak             | 0:0 (3:4 i. E.) | FK Modriča Maksima      |
| HNK Ljubuški            | 0:1             | NK Čelik Zenica         |
| FK Sloboda Novi Grad    | 1:0             | NK Brotnjo Čitluk       |
| NK Bosna Kalesija       | 4:0             | NK Široki Brijeg        |
| FK Mladost Gacko        | 1:0             | NK Posušje              |
| NK Hajduk Orašje        | 0:0 (5:3 i. E.) | NK Travnik              |
| FK Olimpik Sarajevo     | 1:2             | FK Borac Banja Luka     |
| NK Finvest Drvar        | 2:0             | FK Glasinac Sokolac     |
| FK Velež Mostar         | 0:2             | FK Rudar Ugljevik       |
| FK Slavija Sarajevo     | 1:0             | HNK Zrinjski Mostar     |
| NK Podgrmeč Sanski Most | 2:1             | FK Sloboda Tuzla        |
| NK Drinovci             | 2:1             | FK Sarajevo             |
| FK Jedinstvo Brčko      | 1:0             | NK Limorad Žepče        |
| FK Kozara Gradiška      | 2:0             | FK Željezničar Sarajevo |
| FK Goražde              | 00:3 1          | HNK Orašje              |
| FK Ljubić Prnjavor      | 0:0 (8:7 i. E.) | FK Leotar Trebinje      |

## Achtelfinale
Die Hinspiele fanden am 22. und 29. Oktober 2003 statt, die Rückspiele am 5. November 2003. Von den 16 Erstligisten waren bereits 11 Vereine in der 1. Runde ausgeschieden.
|                      | Gesamt    |                         | Hinspiel | Rückspiel |
| -------------------- | --------- | ----------------------- | -------- | --------- |
| FK Borac Banja Luka  | 5:2       | FK Rudar Ugljevik       | 2:0      | 3:2       |
| FK Mladost Gacko     | 1:3       | FK Slavija Sarajevo     | 1:2      | 0:1       |
| FK Jedinstvo Brčko   | (a)2:2(a) | FK Ljubić Prnjavor      | 1:0      | 1:2       |
| NK Bosna Kalesija    | 2:7       | FK Kozara Gradiška      | 0:2      | 2:5       |
| NK Čelik Zenica      | 3:6       | FK Modriča Maksima      | 3:1      | 0:5       |
| NK Drinovci          | (a)2:2(a) | HNK Orašje              | 1:0      | 1:2       |
| NK Finvest Drvar     | 1:4       | NK Podgrmeč Sanski Most | 0:0      | 1:4       |
| FK Sloboda Novi Grad | 2:1       | NK Hajduk Orašje        | 1:0      | 1:1       |

## Viertelfinale
Die Hinspiele fanden am 19. November 2003 statt, die Rückspiele zwischen dem 22. und 29. November 2003.
|                         | Gesamt |                     | Hinspiel | Rückspiel |
| ----------------------- | ------ | ------------------- | -------- | --------- |
| FK Modriča Maksima      | 5:1    | FK Jedinstvo Brčko  | 2:1      | 3:0       |
| FK Kozara Gradiška      | 1:2    | FK Borac Banja Luka | 1:1      | 0:1       |
| NK Podgrmeč Sanski Most | 2:7    | FK Slavija Sarajevo | 1:5      | 1:2       |
| FK Sloboda Novi Grad    | 3:5    | NK Drinovci         | 2:0      | 1:5       |

## Halbfinale
Die Hinspiele fanden am 17. März 2004 statt, die Rückspiele am 7. April 2004.
|                     | Gesamt |                     | Hinspiel | Rückspiel |
| ------------------- | ------ | ------------------- | -------- | --------- |
| FK Slavija Sarajevo | 0:1    | FK Borac Banja Luka | 0:1      | 0:0       |
| FK Modriča Maksima  | 2:0    | NK Drinovci         | 1:0      | 1:0       |

## Finale
| Paarung             | FK Borac Banja Luka – FK Modriča Maksima |
| Ergebnis            | 1:1 (1:0), 2:4 i. E. |
| Datum               | 26. Mai 2004 |
| Stadion             | Stadion Koševo, Sarajevo |
| Zuschauer           | 400 |
| Schiedsrichter      | Siniša Zrnić |
| Tore                | 1:0 Goran Đurić (40.) 1:1 Zoran Novaković (72.) Elfmeterschießen: Zoran Novaković (über's Tor) Goran Đukić (Latte) 0:1 Bojan Magazin 1:1 Marko Maksimović 1:2 Dragan Jolović Oliver Jandrić (gehalten) 1:3 Aleksandar Railić 2:3 Vladimir Karalić 2:4 Dario Damjanović |
| FK Borac Banja Luka | Jovo Šmanja – Boris Kulić, Marinko Mačkić, Branimir Ivanišević, Goran Đukić – Siniša Đurić (71. Siniša Savić), Marko Maksimović, Miloš Babić, Bojan Tadić (56. Sergej Kunovac) – Vladimir Karalić, Oliver Jandrić Cheftrainer: Nikola Rakojević                        |
| FK Modriča Maksima  | Bojan Tripić – Duo Ljubičić (23. Gvozden Zelinčević), Aleksandar Railić, Dario Damjanović – Marko Stojić, Sreten Vasić – Dragan Jolović, Đorđe Savić (67. Branislav Nikić), Zoran Novaković, Bojan Magazin – Petar Jelić (80. Goran Pavić) Cheftrainer: Mitar Lukić    |
| Gelbe Karten        | Siniša Savić, Bojan Tadić, Marko Maksimović, Goran Đukić – Branislav Nikić, Jolović, Goran Pavić |